# Geografía de Eritrea

Mapa topográfico de Eritrea.

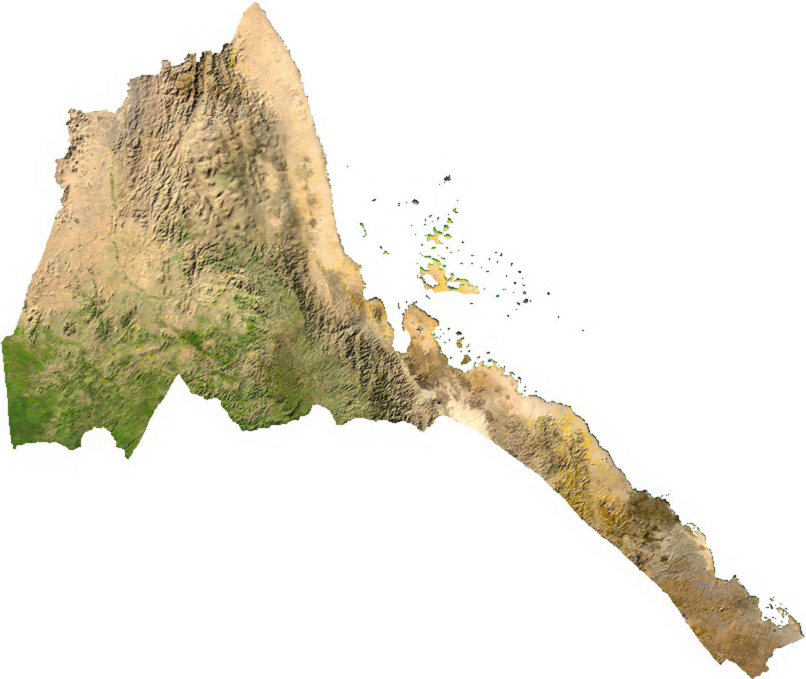
Eritrea

Eritrea tiene 121 230 km² y se encuentra ubicado en el denominado Cuerno de África. Linda por el este y noreste con el Mar Rojo, por el oeste y noroeste con Sudán y por el sur con Yibuti y Etiopía.
Mantiene 2234 kilómetros de costa, de los cuales 1151 son del continente con el Mar Rojo, y 1083 de las islas con el mismo mar. Dichas islas, en su mayoría, pertenecen al archipiélago de Dahlak cuya isla más grande (Dahlak Kebir) está a 90 kilómetros de la costa y del puerto principal de Eritrea (Massawa).

## Relieve

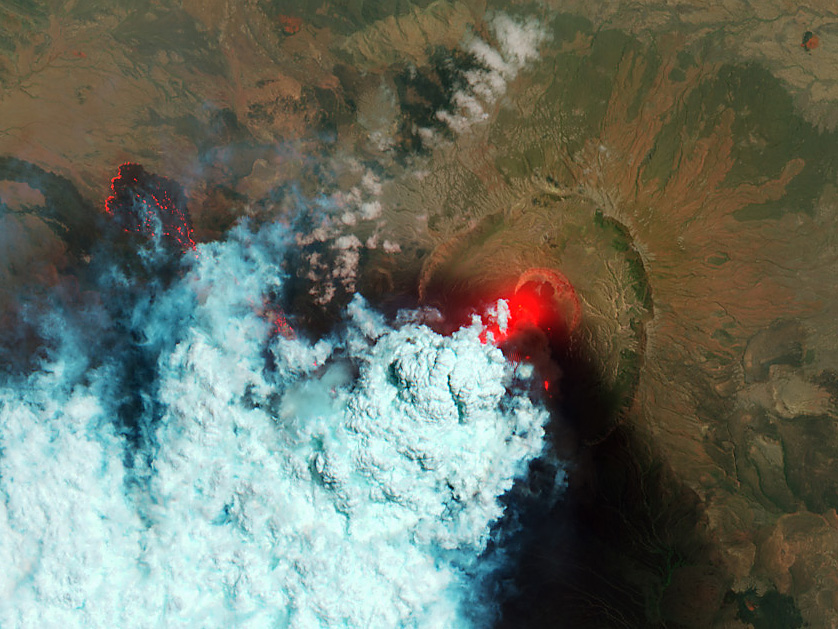
Volcán Nabro, en Eritrea, durante la erupción de junio de 2011

El relieve de Eritrea es muy variado. En el centro del país se encuentra un estrecho cinturón de tierras altas a unos 2000 m de altitud que representa la proyección septentrional del macizo etíope, la meseta eritrea. El punto más alto se encuentra en este macizo, en el monte Soira, de 3013 m. La meseta está formada por rocas cristalinas (granito, gneis y esquistos) recubiertas por rocas sedimentarias (arcillas y areniscas) y coronadas por basaltos volcánicos cuya estructura se muestra en las profundas gargantas que recorren el país y forman estrechas mesetas conocidas como ambas. En cualquier caso, es la región más fresca y fértil del país, sobre todo en el sur, cerca de Etiopía, que ha sido lugar de disputa entre ambos países durante muchos años.
En el norte de Eritrea, las tierras altas se estrechan y forman colinas erosionadas que muestran las rocas cristalinas. Al este, la meseta cae abruptamente sobre la llanura costera. Al norte del golfo de Zula, la llanura tiene de 15 a 80 km de anchura, al sur se ensancha y abarca la llanura de Danakil, donde hay lagos y minas de sal y las temperaturas superan los 40 °C incluso en invierno. En esta región, parte de la depresión de Afar, que forma parte del Gran Valle del Rift oriental se halla el punto más bajo de Eritrea, el lago Kulul, a -75 m. La parte occidental de esta depresión está delimitada por el abrupto escarpe del macizo etíope. 
En la depresión de Afar, en el Rift, existen una serie de volcanes destacables: Alid (904 m), Asseb (898 m), Dubbi (1625 m), Gufa (600 m), Jalua (713 m), Mousa Ali (2021 m) y Nabro (2218 m). Este último entró en erupción el 12 de junio de 2011.
La parte occidental del macizo etíope, por su parte, está formada por una llanura ondulada que desciende gradualmente hacia Sudán, a una altitud de cerca de 500 m, cubierta de sabana de árboles espinosos, matorrales y herbazales estacionales.
Las islas Dahlak forman un archipiélago de más de cien pequeñas islas de coral y arrecifes, de las que solo unas pocas están habitadas.

## Hidrografía

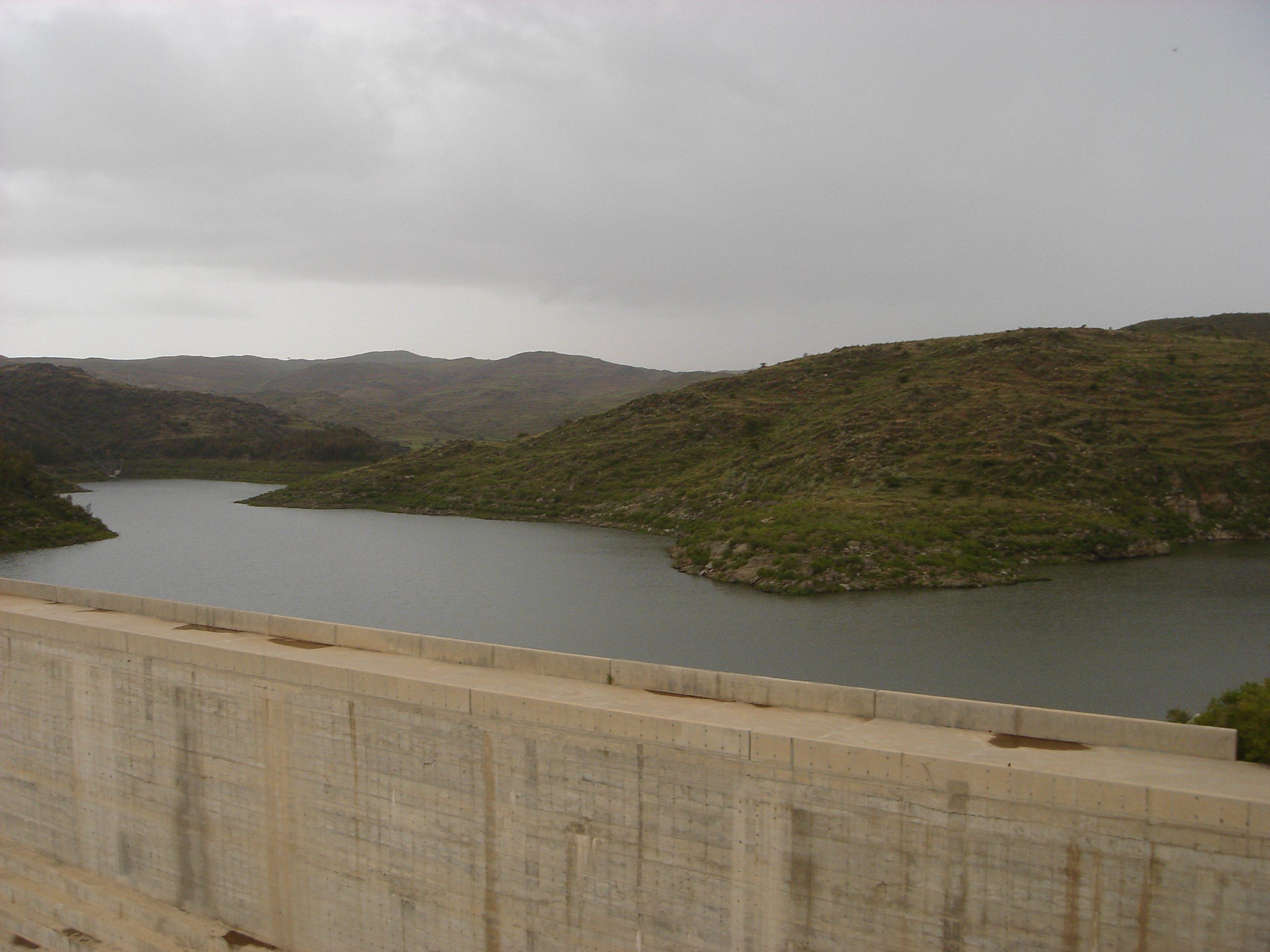
Embalse de Toker, en el río Toker cerca de la ciudad de Asmara.

En Eritrea hay cuatro ríos principales: dos, el río Tekezé y el río Atbara hacen frontera con Etiopía y fluyen hacia el oeste camino de Sudán como afluentes del Nilo. Este último tiene como afluente el río Gash, cuyo curso alto es conocido como río Mereb, pero estos últimos solo llevan agua en época de lluvias. Los otros dos ríos importante son el río Anseba y el río Barka, que fluyen hacia el norte. Ambos acaban en una zona pantanosa de Sudán sin alcanzar el mar Rojo.
El río Tekezé es conocido en Eritrea como río Setit. Suele decirse que es el único en este último país en llevar agua todo el año. 
En Eritrea hay un centenar de microembalses y media docena de embalses de cierto tamaño entre los que destacan los de Tekera, Gergera, Toker y Aligider. Por otro lado, se está construyendo la central hidroeléctrica de Dankel.

## Clima
Eritrea se divide en cuatro regiones climáticas muy distintas.

Mapa del clima de Köppen-Geiger. En azul, tropical de sabana; en rojo, desértico; en calabaza, árido de estepa.

- El Altiplano eritreo donde queda la capital, Asmara, tiene un clima mediterráneo gracias a su altitud (una altura media de 2600 metros sobre el nivel del mar, oscilando entre 1800 y 3000 m) con lluvias entre los meses de mayo y septiembre y la estación seca entre noviembre y abril. En la capital caen 522 mm de lluvia anuales repartidos en 54 días, con temperaturas mínimas medias de 6 °C en invierno y medias máximas de 25 °C en verano.[6]
- Las tierras bajas (entre 1500 y 500 metros sobre el mar) al oeste tienen un clima tropical pero la tierra es semiárida con variaciones entre desierto, sabana tropical y zonas con más vegetación cerca de los ríos estacionales que corren del altiplano durante la estación de lluvias (de mayo a septiembre como en el altiplano). En Agordat, a 600 m de altitud, caen 260 mm en 32 días, con mínimas medias de 14 °C en invierno y máximas medias de 40 °C en mayo, pasando de 30 °C todo el año.
- La costa, que es muy árida y consiste de un desierto estrecho entre el mar y el interior montañoso. Llueve muy poco en la estación de lluvias que sucede entre los meses de noviembre y abril.
- Los acantilados orientales, que están entre el desierto litoral y las montañas del interior y gozan de dos estaciones de lluvias, entre noviembre y abril (como por la costa) y entre mayo y septiembre (como en el altiplano y las tierras bajas al oeste). Además de recibir lluvias estacionales, las zonas más altas de los acantilados orientales se cubren a menudo en niebla.
- En el archipiélago de Dahlak las temperaturas veraniegas son más suaves que en la costa, pero la alta humedad lo vuelve insoportable.

Eritrea carece de ríos permanentes. Las precipitaciones medias anuales alcanzan los 60 litros/m² al año, por lo que el país sufre crónicamente de sequías.

## Vegetación

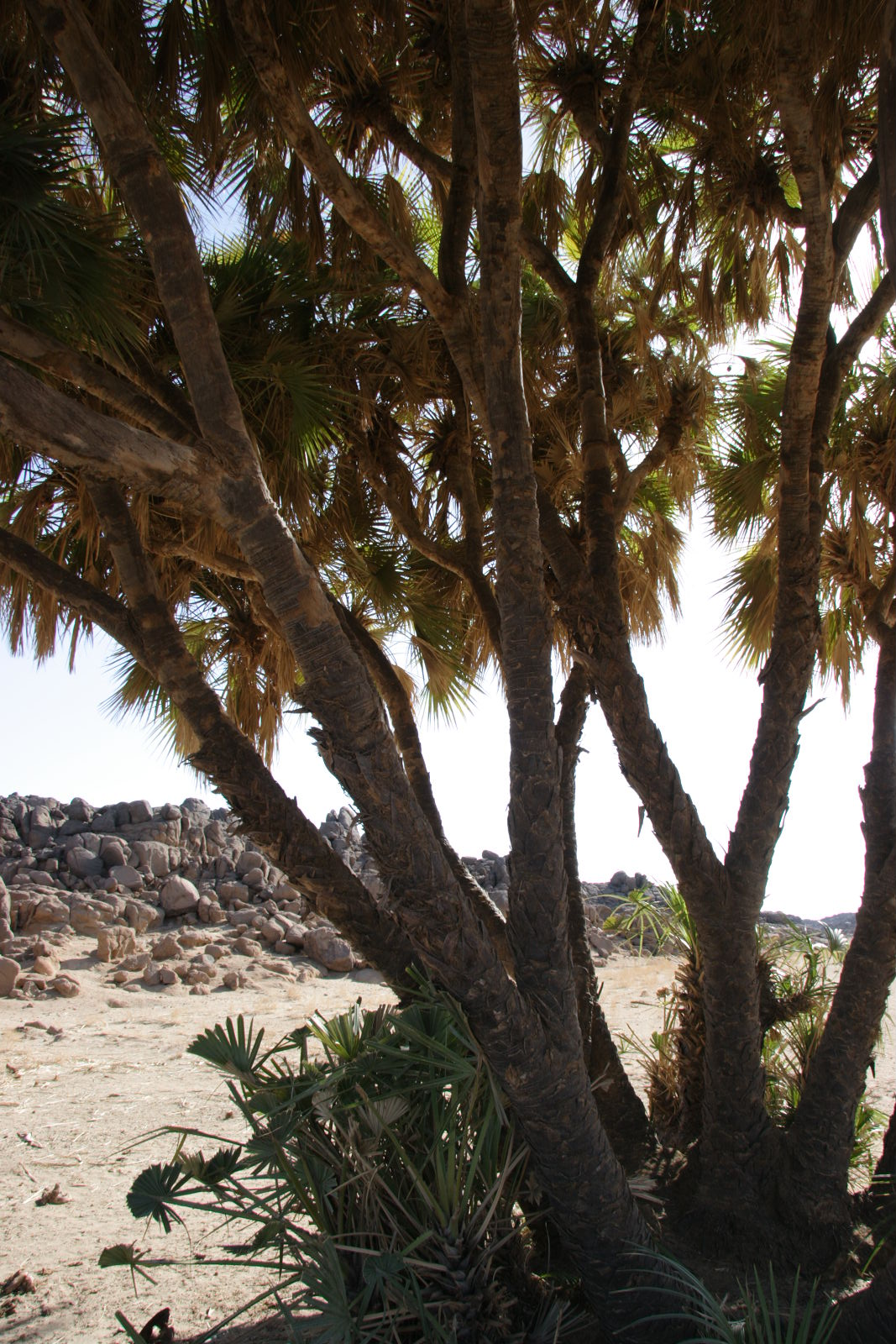
Palmera dum, típica de las tierras áridas de Eritrea, Etiopía y Sudán

Hace un siglo, el 30 por ciento de Eritrea estaba cubierta de vegetación. Diferentes factores, como la tala, la expansión de la agricultura, los incendios, la urbanización y otros han hecho que en la actualidad solo un 1 por ciento esté cubierto de bosques o matorrales. Un estudio de la FAO de 1998 divide la vegetación en 0,8 % de bosques, 11,3 % de bosques abiertos y bajos, 63,8 % de matorrales, praderas arbustivas y herbazales, y 1,6 % de bosques de ribera.
Eritrea se divide en diversas zonas agrícolas y ecológicas: las tierras bajas occidentales que bordean Etiopía y Sudán comprenden un área con extensas llanuras por las que fluyen los ríos y está habitada principalmente por pastores. estas tierras bajas se dividen en dos, las septentrionales, que reciben entre 200 y 500 mm de lluvia anual y mantienen pequeñas poblaciones de ganado y pequeños rumiantes y camellos, y las meridionales, que reciben más de 500 mm de lluvia, con una alta población de ganado y la mayor parte de vacas.
Las tierras orientales comprenden las llanuras costeras que bordean el mar Rojo. La mayor parte son demasiado áridas para la agricultura, salvo estrechas franjas de regadío, y están habitadas por pastores y agricultores que mantienen rebaños de pequeños rumiantes y camellos.
Las tierras altas centrales comprenden la meseta central interrumpida por sierras y profundas gargantas. Aquí se combina una agricultura a pequeña escala con la cría de ganado.
Los bosques naturales se dividen en seis tipos: bosques de altura, con una mezcla de especies de coníferas (Juniperus) y de hoja ancha (Olea europaea ssp africana y asociadas); bosques mixtos de acacia y especies asociadas, en las tierras bajas del sur y el oeste, y en zonas restringidas del resto; matorral o arbusto, que es la cobertura dominante en el país; pradera y hierbas arbustivas; bosques de ribera, compuestos esencialmente de palmera dum, común en las tierras bajas occidentales y orientales, y manglares, que se dan en la costa en grandes concentraciones en Assab y entre Tio y Massawa.

## Áreas protegidas de Eritrea

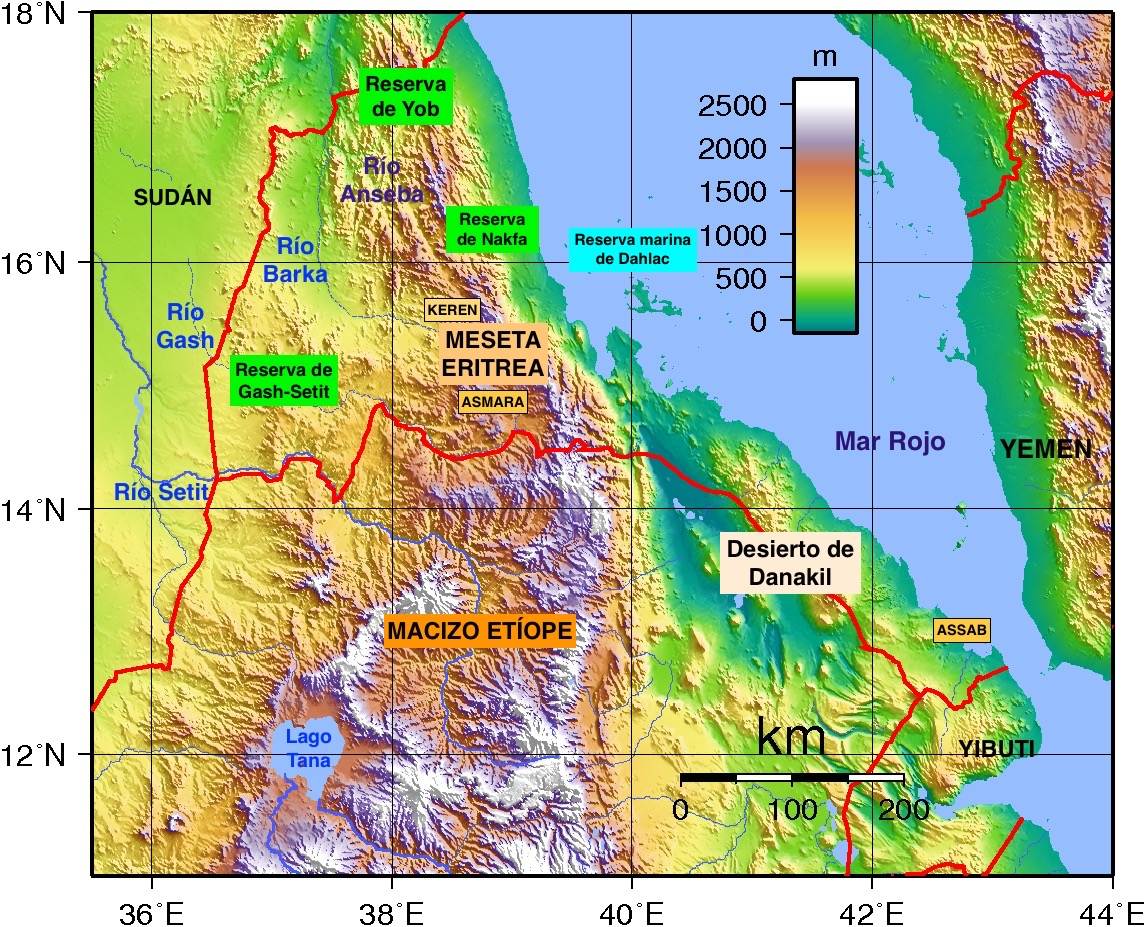
Mapa topográfico de Eritrea con reservas naturales

En Eritrea hay 3 zonas protegidas en el interior que cubren 5936 km², el 4,87 % de la superficie total del país, según el IUCN, y un parque nacional marino, en el archipiélago de Dahlac, de 2000 km². El Ministerio de Turismo de Eritrea incluye el Parque nacional de Semenawi Bahri.
- Reserva natural de Yob, 2659 km². En el norte de Eritrea, en las regiones de Mar Rojo Norte y Anseba. Creada en 1959 bajo dominio británico para proteger a la población de íbice de Nubia de la zona. En las tierras altas al norte de Asmara, en un terreno muy accidentado propio del noroeste de Eritrea, cubierto de bosque verde mixto tropical, con poca población y una fauna variada que incluye distintos tipos de antílopes.[9]

- Reserva natural de Nakfa, 1639 km². Al este del país, aparece en el Atlas mundial de los manglares con límite en la costa del mar Rojo.[10] El Eritrea, los manglares cubren el 15 % de la costa, incluyendo el archipiélago Dahlak. El bosque crece en franjas estrechas, alcanzando 100 m hacia el interior a lo largo de estuarios y arroyos, dominado por la especie Avicennia marina, seguida de Rhizophora mucronata, mientras que Ceriops tagal es más propia de Dahlac. Entre las aves, la garza goliat, el pelícano rosado, el águila pescadora, el dromas y el ostrero euroasiático.

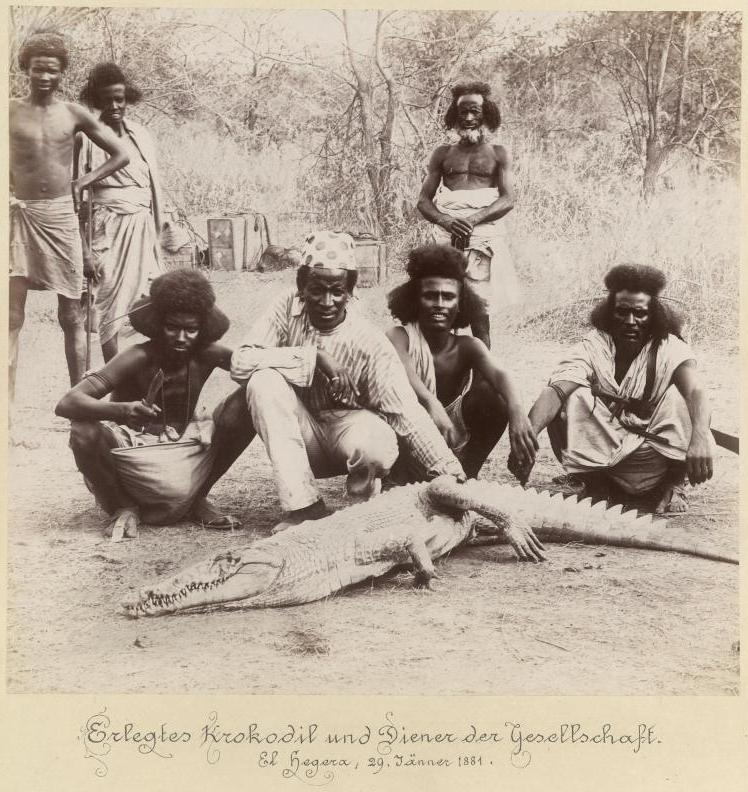
Habitantes de Gash Setit en 1881.

- Reserva natural de Gash-Setit, 709 km². En la llanura occidental de Eritrea, en la región de Gash-Barka. Su nombre procede de dos ríos de la zona, el Gash (Mareb) y el Setit (Tekezé). Es el área histórica del pueblo kunama[11] y una zona de conflicto de difícil acceso, de la que en 2004 traspasaron la frontera unos cuatro mil kunamas para instalarse en el campo de refugiados provisional de Wa’ala Nihibi.

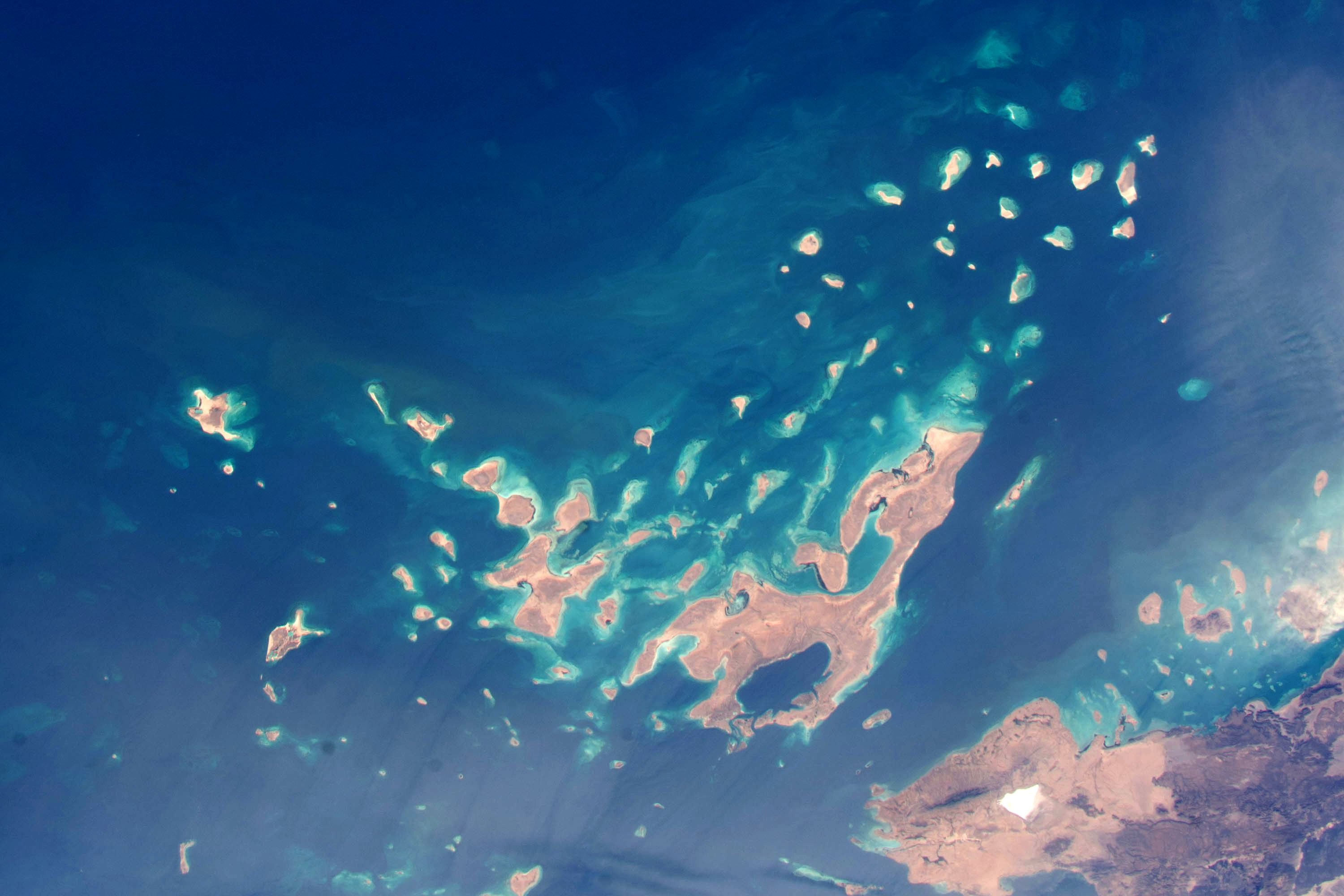
Archipiélago de Dahlak visto desde el espacio.

- Parque nacional marino de Dahlac, 2000 km². El archipiélago de Dahlac está formado por dos islas mayores y otras 124 menores con una superficie total de 1165 km². Solo cuatro de las islas están habitadas, unas 2500 personas que crían cabras y camellos. El entorno es famoso por sus pesquerías de perlas y por la diversidad marina, con más de 300 especies de peces y numerosas aves acuáticas. Algunas islas están rodeadas por manglares y arbustos halófitos. En los bajíos y arrecifes de coral sumergidos abundan delfines, tiburones, dugones, tortugas, manta rayas, cangrejos ermitaños, peces y mariscos. Fue designado como parque nacional durante el gobierno etíope. Actualmente, el submarinismo está permitido. La isla principal, Dahlak Kebir, a 58 km de Massawa, tiene 643 km² y unos 1500 habitantes. Fue el centro de pesca de las perlas y base militar de los etíopes. Frente al hotel Luul se hallan los restos de la base marina ruso-etíope de Nokra, hoy abandonada. Durante el dominio italiano (1891-1892), en la isla de Nacura se creó un centro de detención.[12] Eritrea fue colonia italiana entre 1890 y 1940, entre 1941 y 1952 fue colonia británica, y hasta 1993 formó parte de Etiopía. Algunos de los buzos que acompañan a los submarinistas tomaron parte en la guerra de liberación.

- Parque nacional de Semenawi Bahri, 2000 km². No reconocida por la IUCN; pero sí por el Ministerio de Turismo de Eritrea.[13] Antes fue reserva natural y ahora es también una zona de importancia para las aves. Se encuentra en el llamado cinturón verde de Eritrea, en el escarpe oriental de la meseta eritrea, que ocupa el centro del país entre 900 y 2400 m de altitud, en una zona cubierta de bosques que se beneficia de dos estaciones húmedas anuales.[14]

Según BirdLife International, en Eritrea hay 540 especies de aves, de las que 398 son especies terrestres, 137 son acuáticas y 28 son marinas; además, 252 especies son migratorias. Cinco especies están en peligro crítico de extinción: la avefría sociable, el buitre cabeciblanco, el alimoche sombrío, el buitre dorsiblanco africano y el buitre moteado. Otras 16 especies están amenazadas. Se reconocen 14 zonas de interés para las aves, y una zona endémica en las tierras altas de Etiopía y Eritrea, que cubre 120 000 km².

## Etnias de Eritrea

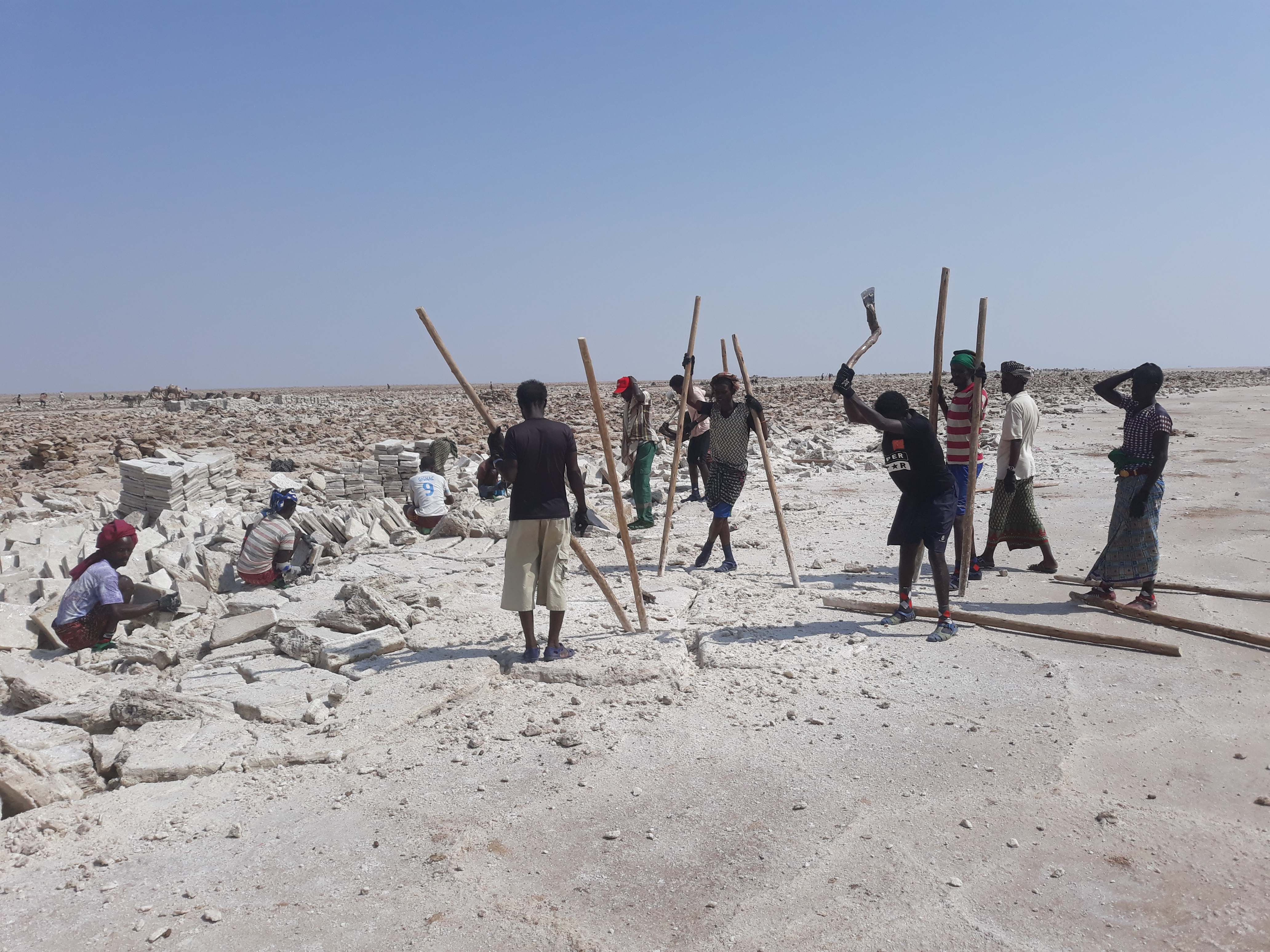
Mineros afar extrayendo sal en el lago Asebo

Es difícil conocer la población exacta de Eritrea, que según las fuentes varía entre 3,5 millones de habitantes y 5,9 millones de habitantes. Hay nueve etnias oficialmente reconocidas en Eritrea, de los cuales los más abundantes son los tigriña (55 %), los tigré (30 %), los saho (4 %), los kunama (2 %), los rashaida (2 %), los bilen (2 %), y otros como los afar, los hidareb, los nara, los beni-amir (subgrupo de los beja), etc. A grandes rasgos, la mitad son cristianos y la mitad musulmanes, con solo un 2 % que no profesa ninguna religión. El estado reconoce la Iglesia ortodoxa de Eritrea, la Iglesia católica eritrea, la Iglesia evangélica luterana de Eritrea y el Islam sunita. Las lenguas oficiales son el tigriña, el árabe y el inglés; además, se hablan el tigré, el kunama, el afar y otras lenguas cushitas.